# Magyar zenecsatornák listája
Ez a lista a magyar zenecsatornákat gyűjti ki.

## Jelenleg
| Név        | Logó | Profil    | Tulajdonos          | Megjegyzés |
| ---------- | ---- | --------- | ------------------- | --- |
| Jazz TV    |      | Jazz zene | Jazz Televízió Kft. | Magyarország első jazz tematikájú csatornája. |
| MusicPlus  |      | Zene      | Skyble Media Zrt.   | A Hello HD zeneadója. 2011. februárjában indult. Szűk két évvel később, 2012. december 31-én megszűnt, akárcsak társa, a Best Of Music. 2019 áprilisában újraindult. |
| Muzsika TV |      | Zene      | RTL Magyarország    | Az RTL Magyarország zenecsatornája, 2009. november 6-án indult. Vetélytársa a Sláger TV, Dikh TV és a Zenebutik.                                                     |
| Sláger TV  |      | Zene      | Tematic Media Group | A Nóta TV utódja. |
| Zenebutik  |      | Zene      | TV2 Csoport         | A TV2 Csoport Zene csatornája, 2016. augusztus 15-én indult el. |

## Megszűnt
| Név               | Logó | Profil     | Tulajdonos          | Megjegyzés |
| ----------------- | ---- | ---------- | ------------------- | --- |
| Best Of Music     |      | Zene       | Skyble Media Zrt.   | A Hello HD zenés adója. 2012. december 31-én megszűnt. |
| Cherry Music      |      | Zene       | Tematic Media Group | A MusicMix elődje. |
| Galaxia TV        |      | Könnyűzene | ?                   | Az Omega TV utódja és a FixHD elődje. |
| H!T Music Channel |      | zene       | DIGI/4iG Nyrt.      | A DIGI zenecsatornája 2022. szeptember 1-én megszűnt |
| MTV Hungary       |      | Zene       | Paramount Global    | 2007. október 1-én indult először, majd 2013. decemberében megszűnt. Másodszor 2017. október 3-án indult és 2022. március 31-én megszűnt.                                                                                       |
| Music Channel     |      | Zene       | DIGI/4iG Nyrt.      | 2010. január 8-án indult az MTV Hungary-t felváltva, majd 2022. szeptember 1-én veszteséges működés miatt megszűnt. |
| MusicBox          |      | Zene       | Box TV Rt.          | 1999.11.12.-2000.08.23., 2000.12.10.-2003.01.01. között két szakaszban üzemelő 24 órás zenés kívánságműsor. Mikrohullámon és a Matávkábel hálózatán is fogható volt. Nappal mainstream, 23-05 óra között rétegzenéket adtak le. |
| MusicMax          |      | Könnyűzene | Tematic Media Group | A Music Mix elődje. |
| MusicMix          |      | zene       | Tematic Media Group | A Tematic Media Group zene csatornája volt. 2015. március 19-én megszűnt. |
| Mulatós TV        |      | Zene       | ?                   | Romániai, a magyar, szerb és román közönségnek szánt zenetévé (2007.12.09.-2008.07.29.). |
| Nóta TV           |      | Zene       | Tematic Media Group | A Sláger TV elődje. |
| Play TV           |      | Zene       | ?                   | 2011. február 7-én indult, de csak júniusig futott dacára annak, hogy a PR-Telecom és az Invitel kínálatába is bekerült. Ennek ellenére nem volt túl népszerű, valószínűleg ez okozta megszűnését.                              |
| Rock TV           |      | Rockzene   | Hello HD            | 2013. augusztus 1-én megszűnt. |
| VIVA              |      | zene       | Viacom              | Korábban: Z+,VIVA+ 2017. október 3-án megszűnt Magyarországon. |
| VIVA+             |      | zene       | Viacom              | A Z+ utódja és a VIVA elődje. |
| Z+                |      | zene       | Viacom              | Későbbi neve: VIVA+, VIVA |